# Paweł Bączkowski
Paweł Bączkowski (ur. 25 czerwca 1963 w Szamotułach) – polski wokalista country'owy, rock&rollowy, jazzowy, były artysta teatru muzycznego Studio Buffo.

## Współpraca z teatrem muzycznym Studio Buffo
- Wieczór Amerykański[2]

## Dyskografia
- So Long – K 166 (1990) Top Music Records
- Go Go Johnny – MM 1035 (1991) Mag Magic
- Country Rock Around The Clock – MM 1037 (1992) Mag Magic
- Country is The Best – MM 1038 (1992) Mag Magic
- Country po Polsku – 189 F (1993) Memory Records
- Country po Polsku – S 526 (1993) Stebo
- Polskie Trucker Country cz. I – BBZ (1994) – składanka
- West  'n' roll – CC (1994) Country Cousins
- Amerykańska Lista przebojów po polsku cz. I i II, live Mrągowo 1994 – składanka
- Życzę Wam Wesołych świąt – (1995) Memory
- Country’s Stop – SMLC (1995) – składanka
- Polskie Trucker Country III – BBZ (1996) składanka
- Smak Życia – BBZ (1997) płyta CD i kaseta z piosenkami autorskimi
- Polskie Trucker Country IV – BBZ (1997) – składanka
- Scena Country vol. I – Pro Drance (1998) płyta CD i kaseta – składanka
- Polskie Trucker Country – BBZ (1998) – płyta CD, składanka
- Mój głos – Mój krzyk – singel promocyjny (CD 004) MTJ (1999), 3 piosenki
- Mój głos – Mój krzyk – BBZ (1999) płyta CD i kaseta
- Polskie Trucker Country V – BBZ (1999) płyta CD – składanka
- Na dobrą drogę – BBZ (2000) kaseta – składanka.
- Paweł Bączkowski i przyjaciele... Live Mrągowo '99 – koncert X-lecie występów w Mrągowie – kaseta PMB (2001)
- Paweł Bączkowski Sing Elvis Songs part 1
- Czas wspomnień – światowe przeboje po polsku – 2006
- Przytulony... - 2007 – Kraków

## Programy Tv
- „Przebojowa noc” w reż. Janusza Józefowicza